# Kozjak (wieś w Słowenii)
Kozjak – wieś w Słowenii, w gminie Mislinja. W 2018 roku liczyła 404 mieszkańców.